# Дюбуа, Гийом
Гийом Дюбуа (фр. Guillaume Dubois; 6 сентября 1656 — 10 августа 1723) — последний из трёх кардиналов (после Ришельё и Мазарини), которые возглавляли французское правительство в годы гран-сьекля. Член Французской академии, Французской академии наук и Академии надписей и изящной словесности.

## Биография
Сын деревенского доктора, Дюбуа готовился стать священником, но предпочёл жизнь воспитателя детей версальских аристократов. Среди его питомцев был и герцог Шартрский, впоследствии ставший герцогом Орлеанским, а после смерти Людовика XIV — и регентом при малолетнем Людовике XV. Герцог назначил Дюбуа своим тайным советником по внешней политике.
После того, как Дюбуа помог изобличить заговор испанского посла Челламаре, регентская Франция оказалась на грани войны с Испанией, которой правил один из внуков Людовика XIV, Филипп Бурбон. Испанский монарх считал себя законным наследником французского престола и полагался на симпатии бастардов Людовика XIV. Дюбуа видел свою задачу не только в том, чтобы ослабить позиции бастардов при дворе, но и в том, чтобы подготовиться к войне с Испанией путём создания альянса Франции с её недавними противниками — Великобританией, Голландией и Австрией.
В августе 1718 года Дюбуа при содействии своей метрессы, известной мадам Тансен, завершил формирование этого четверного союза, за что получил от регента пост министра иностранных дел. Между тем испанское правительство во главе с кардиналом Альберони осуществило вторжение в пределы Сицилии и Сардинии. Война четверного союза (1718-20) вынудила испанского короля отстранить Альберони от дел и отказаться от претензий на французский престол.
Несмотря на алчность и распущенность, Дюбуа взятками и посулами помощи в борьбе с янсенистами добился для себя от папы римского титула кардинала (июль 1721), а заодно и архиепископа Камбре, войдя таким образом в число князей Священной Римской империи. Для сына сельского доктора, ни разу не служившего мессы, это была головокружительная карьера. За год до смерти Дюбуа стал первым министром Франции.
Последние годы жизни Дюбуа были омрачены болезнями, полным расстройством финансов и необходимостью примирения с испанскими Бурбонами, которые были весьма популярны во Франции. Для устройства брака Людовика XV с испанской инфантой Дюбуа направил в Мадрид герцога Сен-Симона. После падения королевской власти обнаружились мемуары кардинала Дюбуа, однако его авторство в настоящее время ставится под сомнение.